# Station Farnborough North
Farnborough North is een spoorwegstation van National Rail in Rushmoor in Engeland. Het station is eigendom van Network Rail en wordt beheerd door Great Western Railway. 